# 演嘢
《演嘢》（英語：The Showoff Show）是香港電視廣播有限公司製作的技藝比賽節目，共20集，由張繼聰及商天娥擔任節目主持，節目每集邀請兩位或者以上從公開招募活動中選出的參賽者，分別在外景場地或者錄影廠內表演技藝，由主持及嘉賓評分，得到最多盾牌的參賽者為之勝出，每集優勝者將登上「演嘢榜」，並且贏取獎金及獎品。
本節目於2013年3月18日起逢星期一至五晚上22:30-23:00於翡翠台及高清翡翠台播出，於myTV提供節目重溫。

## 節目簡介
香港地臥虎藏龍，在日常生活、工作或個人興趣等範疇用心專注、默默耕耘而練就精堪技藝的奇人異士多不勝數。TVB為表揚這些身懷絕技的低調高人，特別製作嶄新遊戲節目《演嘢》，尋訪、徵召全港不同範疇、出類拔萃的「強人」，在鏡頭前一展身手，挑戰「演嘢」王榜！
兩位「演嘢達人」張繼聰（Louis）與商天娥（娥姐）攜手出擊，一連二十集節目，每集邀請二至三位參賽者分別在外景場地或錄影廠內施展一身非凡技藝，如「唧魚蛋摩打手」、「手機短訊快打手」、力大無窮的「大力士」，還有嘆為觀止的咖啡拉花造詣、巧奪天工的烹飪刀法、出神入化的花式控球技倆等等。Louis和娥姐每集更請來特別嘉賓，組成的評判團給予評分，每集優勝者，最多可贏取總值超過七萬元的獎金及獎品。

## 每集內容
| 集數 | 播映日期 | 主題                           | 嘉賓           | 參賽者及盾牌數（如有） （優勝者以粗體顯示）                                                                                |
| 01   | 3月18日  | 神乎奇技的刀法                 | 呂慧儀         | 黃君（4） 潘振超（5） 梁虹光（4）                                                                                          |
| 02   | 3月19日  | 真車vs模型車飄移大對決         | 朱咪咪         | 阿樹（5） 傑佬（4） |
| 03   | 3月20日  | 「左右開弓」大決戰             | 蕭正楠         | 蔡偉材（3） 周嘉偉（4） |
| 04   | 3月21日  | 「花式達人」同場過招           | 梁烈唯、黃翠如 | 施寶盛（4） Ken（5） |
| 05   | 3月22日  | 投籃之神大挑戰                 | 農夫           | 連浩駿、留棟梁、陳翊麟 |
| 06   | 3月25日  | 以假亂真「偽」術家             | 高鈞賢、王梓軒 | Andy（4） 陳Sir（3） |
| 07   | 3月26日  | 「黑洞大胃王」vs「壽司摩打手」 | 安德尊         | 「黑洞大胃王」：虎哥、Henry、阿潮 「壽司摩打手」：陳成輝、神立出、毛日旺                                                   |
| 08   | 3月27日  | 奇幻少女魔衣櫥                 | 馬賽           | 古嘉俊（4） 飛比（3） |
| 09   | 3月28日  | 「心算小兒」大對決             | 薛家燕         | 詩詩（5） 俊彥（5） 銘軒（4） Jacky（2） 趙趙（5） Monique（1）                                                            |
| 10   | 3月29日  | 愛「轉」才會贏                 | 金剛、黃山怡   | Rodney（4） LaYe（4） Ken（4） 細揚（5）                                                                                   |
| 11   | 4月1日   | 萬能鹹水草大作戰               | 黎芷珊、張嘉兒 | 姜北好（Charlie） 姜家賢 高火根                                                                                            |
| 12   | 4月2日   | 「快、靚、正」化妝大考驗       | 陳敏之         | Annie Pasu Vanessa |
| 13   | 4月3日   | 垃圾「妙手仁心」               | 蔡康年、陳展鵬 | 華哥（4） Alan（3） |
| 14   | 4月4日   | 乜都「包」大人                 | 高海寧、朱千雪 | Esther（4） Vivian（4） Max（5）                                                                                           |
| 15   | 4月5日   | 「平衡魔人」大召集             | 吳卓羲、古明華 | Edward（4） Paco（3） 張保祥（5）                                                                                          |
| 16   | 4月8日   | 記憶力大戰                     | 崔建邦、陳煒   | - 比試一： Ms Lee（27） 李Sir（24） - 比試二： Ms Lee（5） 龍仔（4）                                                       |
| 17   | 4月9日   | 「狗狗團隊」最強會戰           | 江美儀、周家蔚 | Father Dee「互愛狗狗團」：「Dior」、「小King」、「Bell」（5） Mother Mak「信得過大家庭」：「公主」、「旺財」、「Dee」（5） |
| 18   | 4月10日  | 真偽魔「髮」師                 | 阮兆祥、莊思敏 | Catlena |
| 19   | 4月11日  | 香港特「手」大激鬥             | 游茛維、梁嘉琪 | Teddy 湯漢中 劉女 |
| 20   | 4月12日  | 「投籃之神」再起風雲           | 農夫           | - 出線賽： 浩文（804） 阿Lee（715） 黃興（112） 阿君（755） Raymond（774） - 對戰賽： 浩文（762） Chris（759）             |

## 收視
以下為本節目於香港無綫電視翡翠台、高清翡翠台之收視紀錄：
| 週次 | 集數  | 日期                   | 平均收視 |
| ---- | ----- | ---------------------- | -------- |
| 1    | 01-05 | 2013年3月18日－3月22日 | 18點     |
| 2    | 06-10 | 2013年3月25日－3月29日 | 19點     |
| 3    | 11-15 | 2013年4月1日－4月5日   | 20點     |
| 4    | 16-20 | 2013年4月8日－4月12日  | 20點     |

## 記事
- 2013年2月21日：此節目於下午18:00在將軍澳新都城 二期商場L1 天幕廣場《演嘢》記者會。[10]
- 2013年3月8日：此節目於下午15:30在將軍澳電視廣播城《演嘢》拜神。[11]
- 2013年3月17日：此節目於下午13:00在葵芳新都會廣場3樓天晶館《演嘢》公開招募活動。[12]
- 2013年3月27日：此節目於下午16:30在將軍澳電視廣播城《演嘢》錄影。[13]